# 勝川輝重
勝川 輝重（かつかわ てるしげ、生没年不詳）とは、江戸時代の浮世絵師。

## 来歴
師系・経歴不明。「勝河」とも称す。作画期は享保の頃とされ、鳥居清信風の紅絵や漆絵の美人画、役者絵などを描いている。

## 作品
- 「市川団蔵の曽我五郎」　細判漆絵　東京国立博物館所蔵
- 「文読三美人」（文ひろげ）　横中判漆絵
- 「花傘さして踊る美人」（吉原万才花笠踊り）　細判紅絵　グラブホーン・コレクション　※延享3年（1746年）正月、江戸市村座の『聞伴昔曽我物語』で二代目芳澤あやめ演じる頼国妾山の井を描いたものといわれる。
- 「二世市川団十郎の莨売り忠七」　細判紅絵　ボストン美術館所蔵
- 「市村竹之丞の鬼王」　細判紅絵　ボストン美術館所蔵
- 「炬燵の男女」　横中判漆絵　ヴィクトリア&アルバート博物館所蔵